# Красный Май (завод)
«Кра́сный Май» — завод, одно из старейших в России предприятий по производству стеклянных изделий ручной выдувки. Было расположено в посёлке Красномайский Вышневолоцкого района. Основан в 1859 году.

## История

### Имперский период
В 1859 году в Российской империи на берегу Шлины за Вышним Волочком титулярным советником (майором и Кавалером) Владимиром Фёдоровичем Самариным (1827—1872) был основан химический завод.
Завод выпускал нашатырный спирт, спиртные напитки, медный купорос, лампадное масло.
Владимир Фёдорович Самарин родился в семье Фёдора Васильевича Самарина (1784—1853).
В 1873 году производство было продано московскому (а чуть позже вышневолоцкому) купцу второй гильдии Андрею Васильевичу Болотину (1823—1887). Была построена первая стекольная печь. Сперва рабочие выдували из бесцветного стекла простую аптекарскую и бакалейную посуду. Болотину удалось пригласить мастера Василия Векшина, который наладил выпуск конкурентоспособной стекольной продукции высокого уровня (керосиновых ламп, ваз, графинов из окрашенного стекла). Кроме того, на заводе стали применять технику двух- и трёхслойного стекла. А так же использовать в росписи стекла золото, эмаль, люстровое покрытие и силикатные краски.
В 1882 году А. В. Болотин был награждён.

За хорошее качество окрашенной стекломассы, криолитовую массу (молочное, непрозрачное стекло) для предметов освещения, большой выбор предметов и умеренность цен.
— Рачук Е. Лампы завода Болотиных с. 46—48
Завод стал специализироваться на выпуске стеклянных керосиновых ламп. К концу XIX века металлические либо фарфоровые лампы были дополнены абажурами из стекла. По данным 1910 года за год выпускалось около четырёх миллионов ламповых стёкол, 500 тысяч штук больших и 600 тысяч малых ламп (ручников и резервуаров), до 130 тысяч стеклянных абажуров.
Продукция завода получала золотые и серебряные призы на российских художественно-промышленных выставках в Москве, Нижнем Новгороде и Екатеринбурге. В частности, в 1882 и 1886 годах на выставке в Нижнем Новгороде предприятие завоевало 2 золотые медали.
Фирменные магазины были открыты в Москве и Санкт-Петербурге, часть продукции шла на экспорт в Персию и Османскую империю.

### Советский период
В 1923 году в РСФСР Ключинский завод был национализирован и получил наименование Стекольный завод «Красный май».
С 1920-х годов на заводе начали выпуск продукции с использованием пресса, была создана специальная металлическая форма с уже нанесённым рисунком. Процесс штамповки занимал несколько минут, изделия стали доступными для приобретения массам.
В межвоенный период завод специализировался на выпуске промышленного стекла (светофорные линзы, аккумуляторные сосуды, ламповое стекло).
В период Великой Отечественной войны (с 1942 по 1945 годы) завод перешёл на производство технического стекла для нужд ВВС и ВМФ, семафорных линз и аккумуляторных сосудов.
В 1964—1982 годах завод, входивший в состав Министерства промышленности строительных материалов РСФСР, прошёл реконструкцию и стал выпускать сортовую посуду (стаканы, фужеры, рюмки, вазы), а также электростекло для бытовых и промышленных светильников, строительное стекло (узорчатое и армированное). Освоили разделку стеклоизделий золотом, эмалью, люстром и силикатными красками. Стали производить изделия из двухслойного стекла. Так же, одним из первых в стране завод освоил производство изделий из сульфидно-цинкового стекла. Светильники, изготовленные на заводе, можно увидеть на станциях московского метрополитена «Комсомольская», «Новослободская», «Краснопресненская». Изделия завода экспонировались на выставках в ФРГ, США, Франции и других странах.
К концу советского периода завод «Красный Май» по объёмам производства уступал только стекольным предприятиям Гусь-Хрустального и Дятькова. В лучшие годы на предприятии трудилось около 4 000 человек. Был обновлён жилищный фонд в посёлке Красномайский, построены магазин и школа. Для работников завода был открыт профилакторий, для отдыха их детей – пионерлагерь. Издавалась многотиражка «Красномайский стекольщик».

#### Спецзаказ — Кремлёвские звёзды
По окончании Великой Отечественной войны завод получил государственный заказ на изготовление слоёных стеклянных листов для пяти звёзд главных башен московского Кремля: Спасской, Никольской, Троицкой, Боровицкой и Водовзводной.
Первый подобный заказ был получен заводом ещё в 1944 году, а рецепт многослойного стекла разрабатывался мастерами полтора года. Сперва они соединяли белое и рубиновое стёкла, но продукт трескался. Потом эти стёкла пытались соединить с прозрачным. Финальный вариант вышел четырёхслойным — рубиновое, белое и два прозрачных стекла. Процесс был длительным и кропотливым, мастера учитывали коэффициент расширения каждого слоя, масса стекла так же была выверена математическими расчётами.
Проблемой послевоенного восстановления стекла кремлёвских звёзд занимался Николай Шпигов, он изобрёл трёхслойную технологию, в которой помимо рубинового и молочного был ещё хрустальный слой, его задача была не дать разрушиться рубиновому, если молочный растрескался, и наоборот. Согласно его рецепту, стеклодув создавал большую рубиновую колбу, ещё горячая она обволакивалась расплавленным хрусталём, а затем — молочным стеклом. Полученная форма разрезалась и выправлялась в стеклянные листы выпуклой формы, что делало звёзды более нарядными. На остекление каждой звезды пошло около 100 м³ стекла. На изготовление стекла для каждой звезды было израсходовано 32 тонны высококачественного люберецкого песка, 3 тонны цинковых муфельных белил, 16 тонн кальцинированной соды, 1,5 тонны борной кислоты и 1,5 тонны калиевой селитры.
Обновлённые звёзды зажглись в начале 1946 года.
Второй раз рубиновое стекло для реставрации кремлёвских звёзд варили на заводе в 1974 году. К тому времени технология и рецептура были утрачены и специалистам предприятия пришлось вновь их разрабатывать.
До 1990 года копии звёзд из рубинового стекла, изготовленного на «Красном мае» по заказу болгарского руководства, украшали здание ЦК компартии в Софии и мемориал на Шипке.

### Современность
Согласно известному отцам реорганизации советской экономики маркетинговому инструменту, называемому «бостонской матрицей», предприятие проходит четыре основных жизненных цикла — от трудного детства до звёздного часа, достижения максимальных объемов продаж и постепенного угасания. Правда на такие мелочи, как уникальные производства, созданные трудами поколений мастеров, рулевые приватизации не разменивались. Под нож либеральных реформ пошли не то что фабрики и заводы. Целые отрасли оказались брошенными в водоворот выживания, и выжили не все. Уникальный стекольный завод был объявлен банкротом и закрыт в 2001 году.
В настоящее время, после вывоза оборудования и разграбления в последующие десятилетия, здания бывшего завода заброшены и либо снесены, либо находятся в аварийном состоянии. 
Музей предприятия со 130-летней историей стараниями вышневолоцкого предпринимателя Владимира Владимировича Колошвы сохранён и переведён в Вышний Волочек.

## Художники завода
- Бескинская, Светлана
- Дзивинская, Валентина Гавриловна
- Иванова, Евгения Александровна[9]
- Силко, Анатолий
- Федорков, Анатолий Фёдорович